# Cantone di Bagnères-de-Luchon
Il Cantone di Bagnères-de-Luchon è una divisione amministrativa dell'Arrondissement di Saint-Gaudens.
A seguito della riforma approvata con decreto del 13 febbraio 2014, che ha avuto attuazione dopo le elezioni dipartimentali del 2015, è passato da 31 a 132 comuni.

## Composizione
I 31 comuni facenti parte prima della riforma del 2014 erano:
- Antignac
- Artigue
- Bagnères-de-Luchon
- Benque-Dessous-et-Dessus
- Billière
- Bourg-d'Oueil
- Castillon-de-Larboust
- Cathervielle
- Caubous
- Cazaril-Laspènes
- Cazeaux-de-Larboust
- Cier-de-Luchon
- Cirès
- Garin
- Gouaux-de-Larboust
- Gouaux-de-Luchon
- Jurvielle
- Juzet-de-Luchon
- Mayrègne
- Montauban-de-Luchon
- Moustajon
- Oô
- Portet-de-Luchon
- Poubeau
- Saccourvielle
- Saint-Aventin
- Saint-Mamet
- Saint-Paul-d'Oueil
- Salles-et-Pratviel
- Sode
- Trébons-de-Luchon

Dal 2015 i comuni appartenenti al cantone sono i seguenti 132:
- Antichan-de-Frontignes
- Antignac
- Arbas
- Arbon
- Ardiège
- Arguenos
- Argut-Dessous
- Arlos
- Arnaud-Guilhem
- Artigue
- Aspet
- Ausseing
- Auzas
- Bachos
- Bagiry
- Bagnères-de-Luchon
- Barbazan
- Baren
- Beauchalot
- Belbèze-en-Comminges
- Benque-Dessous-et-Dessus
- Bezins-Garraux
- Billière
- Binos
- Bourg-d'Oueil
- Boutx
- Burgalays
- Cabanac-Cazaux
- Cassagne
- Castagnède
- Castelbiague
- Castillon-de-Larboust
- Castillon-de-Saint-Martory
- Cathervielle
- Caubous
- Cazaril-Laspènes
- Cazaunous
- Cazaux-Layrisse
- Cazeaux-de-Larboust
- Chaum
- Chein-Dessus
- Cier-de-Luchon
- Cier-de-Rivière
- Cierp-Gaud
- Cirès
- Couret
- Encausse-les-Thermes
- Escoulis
- Estadens
- Esténos
- Eup
- Figarol
- Fos
- Fougaron
- Francazal
- Le Fréchet
- Fronsac
- Frontignan-de-Comminges
- Galié
- Ganties
- Garin
- Génos
- Gouaux-de-Larboust
- Gouaux-de-Luchon
- Gourdan-Polignan
- Guran
- Herran
- His
- Huos
- Izaut-de-l'Hôtel
- Jurvielle
- Juzet-de-Luchon
- Juzet-d'Izaut
- Labroquère
- Laffite-Toupière
- Lège
- Lestelle-de-Saint-Martory
- Lez
- Lourde
- Luscan
- Malvezie
- Mancioux
- Mane
- Marignac
- Marsoulas
- Martres-de-Rivière
- Mayrègne
- Mazères-sur-Salat
- Melles
- Milhas
- Moncaup
- Mont-de-Galié
- Montastruc-de-Salies
- Montauban-de-Luchon
- Montespan
- Montgaillard-de-Salies
- Montsaunès
- Moustajon
- Oô
- Ore
- Payssous
- Pointis-de-Rivière
- Portet-d'Aspet
- Portet-de-Luchon
- Poubeau
- Proupiary
- Razecueillé
- Roquefort-sur-Garonne
- Rouède
- Saccourvielle
- Saint-Aventin
- Saint-Béat
- Saint-Bertrand-de-Comminges
- Saint-Mamet
- Saint-Martory
- Saint-Médard
- Saint-Paul-d'Oueil
- Saint-Pé-d'Ardet
- Saleich
- Salies-du-Salat
- Salles-et-Pratviel
- Sauveterre-de-Comminges
- Seilhan
- Sengouagnet
- Sepx
- Signac
- Sode
- Soueich
- Touille
- Trébons-de-Luchon
- Urau
- Valcabrère